# 群馬農政事務所
群馬農政事務所（ぐんまのうせいじむしょ）は、農林水産省の地方支分部局である関東農政局の出先機関だった。
2011年9月1日施行の「農林水産省設置法の一部を改正する法律」によって廃止された。

## 組織
- 前橋地域センター（前橋市紅雲）
  - 沼田支所（沼田市東倉内町）

## 管内事務所
- 渡良瀬川中央農地防災事業所（太田市大島町）
  - 渡良瀬川中央農地防災事業所